# Begonia amphioxus
Pour les articles homonymes, voir Bégonia et Amphioxus.
Espèce
Begonia amphioxus est une espèce de plantes de la famille des Begoniaceae. Ce bégonia arbustif est originaire de Malaisie. L'espèce fait partie de la section Petermannia. Elle a été décrite en 1990 par Martin Jonathan Southgate Sands (1938-). L'épithète spécifique amphioxus signifie « pointu aux deux bouts », du grec amphi, tous les deux, et oxys, pointu, par allusion aux feuilles très allongées et pointues à chaque bout.

## Répartition géographique
Cette espèce est originaire de Malaisie où il est endémique de Sabah sur l'île de Bornéo.